# Elias Moberger
Elias Viktor Moberger (i riksdagen kallad Moberger i Visby), född 16 mars 1880 i Högsby, död 6 november 1962 i Västervik, var en svensk folkskoleinspektör och politiker (liberal).
Elias Moberger, som var son till en provinsialläkare, blev teologie kandidat vid Uppsala universitet 1906 och filosofie kandidat vid Lunds universitet 1912. Han var rektor i Osby 1906-1910 och i Trollhättan 1912-1914, varefter han blev folkskoleinspektör på Gotland och Södertörn 1915-1919 samt i nordöstra Småland 1919-1945. Han var aktiv i kommunalpolitiken i såväl Visby 1917-1919 som Västervik 1923-1937.
Han var riksdagsledamot i andra kammaren för Gotlands läns valkrets 1918-1920. Som representant för Frisinnade landsföreningen tillhörde han dess riksdagsparti Liberala samlingspartiet. I riksdagen var han bland annat ordförande i andra tillfälliga utskottet vid lagtima riksdagen 1919 samt riksdagen 1920. Han engagerade sig bland annat i skolfrågor och för kvinnors rätt att inneha statlig tjänst.